# Incendie de la réserve de la Fox

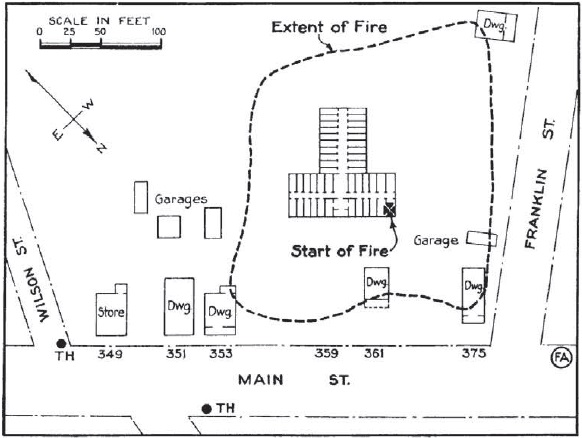
Incendie de la réserve de la Fox.

L'incendie de la réserve de la Fox (en anglais : Fox vault fire) est un incendie important qui, le 9 juillet 1937, a détruit l'une des réserves de la 20th Century Fox à Little Ferry dans le New Jersey.
Plus de 40 000 bobines de négatifs et de  films sont réduites en cendres à l'intérieur de leurs boîtes de film.
Cet incendie a causé la perte de la plupart des films muets produits par Fox Film Corporation avant 1932, ainsi que ceux d'Educational Pictures (en).
Causé par la combustion spontanée des pellicules de films en nitrocellulose stockées dans la réserve insuffisamment ventilée, le feu provoque la mort d'une personne et en blesse deux autres.
Cet événement a attiré l'attention sur ce type de sinistre dans le cadre de la sécurité incendie et a renforcé les efforts de préservation des films.